# Porsmosemanden
Porsmosemanden er et lig fra stenalderen, der blev fundet i 1946 i en tørvemose, Porsmose, i nærheden af Næstved på Sydsjælland. Skelettet stammer fra en mand i alderen 35-40 år, og det er dateret til omkring år 3500 f.v.t. Det er berømt for at have bevaret to pilespidser i ben, som har slået manden ihjel. Den ene sidder igennem næseryggen og kæben, og den anden sidder i brystbenet.